# Oborová brána Umění a architektura
Oborová brána Umění a architektura – ART je internetový portál, který obsahuje informace z řady uměleckých oborů, jako jsou výtvarné umění, grafika, design, umělecká řemesla a průmysl, dějiny architektury, teorie a kritika umění, památková péče, restaurátorství apod. 
Oborová brána Umění a architektura – ART nabízí jednotný přístup do českých i zahraničních odborných zdrojů (katalogů knihoven, článkových a jiných databází, odborně zaměřených portálů) především z oblasti umění a architektura. Volně dostupné zdroje pocházejí především z katalogů knihoven spravujících virtuální knihovnu, ale i z dalších českých a výběrově také zahraničních knihoven. Přístup k licencovaným zdrojům má pouze uživatel registrovaný v knihovně, která tyto zdroje (zejména univerzální či oborové databáze plných textů) zpřístupňuje či vlastní. Přitom počet plně prohledatelných zdrojů se stále zvyšuje. 
Brána ART také zpřístupňuje informace o aktuálních výstavách a nově vydaných publikacích jejich členy.

## Vznik
Oborová brána ART vznikla v roce 2007. Jejími zakládajícími členy a provozovateli jsou:
- Knihovna Uměleckoprůmyslového musea v Praze
- Knihovna Národní galerie v Praze
- Knihovna Moravské galerie v Brně
- Knihovna Vysoké školy uměleckoprůmyslové v Praze
- Knihovna Galerie výtvarného umění v Ostravě
- Knihovna Muzea umění Olomouc
- Knihovna Akademie výtvarných umění v Praze
- Knihovna Národního technického muzea v Praze
- Knihovna Západočeského muzea v Plzni

Brána byla vytvořena s cílem umožnit všem uživatelům bez nutnosti registrace souběžné vyhledávání informací v jednotném rozhraní z širokého spektra informačních zdrojů, po vzoru Jednotné informační brány a dalších oborových informačních bran. Projekt je spolufinancován Ministerstvem kultury České republiky.